# میوشی اومه‌کی
میوشی اومه‌کی (انگلیسی: Miyoshi Umeki؛ (به ژاپنی: 梅木 美代志) زاده ۸ مهٔ ۱۹۲۹ درگذشته ۲۸ اوت ۲۰۰۷) یک بازیگر و خواننده اهل ژاپن بود. وی بین سال‌های ۱۹۵۳ تا ۱۹۷۲ میلادی فعالیت می‌کرد.
او به دلیل بازی در فیلم سایونارا برنده جایزه اسکار بهترین بازیگر نقش مکمل زن شد.